# Liste der Kulturgüter in Basse-Vendline
Die Liste der Kulturgüter in Basse-Vendline enthält alle Objekte in der Gemeinde Basse-Vendline im Kanton Jura, die gemäss der Haager Konvention zum Schutz von Kulturgut bei bewaffneten Konflikten, dem Bundesgesetz vom 20. Juni 2014 über den Schutz der Kulturgüter bei bewaffneten Konflikten sowie der Verordnung vom 29. Oktober 2014 über den Schutz der Kulturgüter bei bewaffneten Konflikten unter Schutz stehen.
Objekte der Kategorie A sind im Gemeindegebiet nicht ausgewiesen, Objekte der Kategorie B sind vollständig in der Liste enthalten, Objekte der Kategorie C fehlen zurzeit (Stand: 1. Januar 2023).

## Kulturgüter
| Foto |                                                                                 | Objekt                                                                                     | Kat. | Typ | Standort                                     | Beschreibung |
| ---- | ------------------------------------------------------------------------------- | ------------------------------------------------------------------------------------------ | ---- | --- | -------------------------------------------- | ------------ |
| ja   | Datei hochladen · Wikidata zu Kirche Saint-Jacques (Q29785300)                  | Kirche Saint-Jacques / Église Saint-Jacques KGS-Nr.: 03459                                 | B    | G   | Beurnevésin, Rue de l’Église 577280 / 260355 |              |
| BW   | Datei hochladen · Wikidata zu Cras Chalet; merowingische Nekropole (Q104601154) | Cras Chalet, merowingische Nekropole / Cras Chalet, nécropole mérovingienne KGS-Nr.: 03466 | B    | F   | Bonfol, Rue de la Vendline 577670 / 259250   |              |
| ja   | Datei hochladen · Wikidata zu Kirche St-Laurent (Q29785316)                     | Kirche Saint-Laurent / Église Saint-Laurent KGS-Nr.: 03467                                 | B    | G   | Bonfol, Sous les Chênes 180 578050 / 258780  |              |
| BW   | Datei hochladen · Wikidata zu Grabhügel der Eisenzeit (Q29785318)               | Moncevi, Grabhügel der Eisenzeit / Moncevi, tumulus de l’âge du fer KGS-Nr.: 03468         | B    | F   | Moncevi 576850 / 258190                      |              |
| BW   | Datei hochladen · Wikidata zu Töpfereimuseum (Q27479845)                        | Töpfereimuseum / Musée de la poterie KGS-Nr.: 08759                                        | B    | S   | Bonfol, Sur la Place 94 578347 / 258579      |              |